# Alan Vega (piłkarz)
Jesús Alan Vega Grijalva (ur. 18 marca 2000 w Hermosillo) – meksykański piłkarz występujący na pozycji lewego obrońcy, od 2024 roku zawodnik Tijuany.